# Marmara basidendroca
Marmara basidendroca är en fjärilsart som beskrevs av Fitzgerald 1973. Marmara basidendroca ingår i släktet Marmara och familjen styltmalar. Inga underarter finns listade i Catalogue of Life.